# Пофалдовник відстовбурчений
Пофалдовник відстовбурчений (Rhytidiadelphus squarrosus) — вид мохів порядку гіпнобрієвих (Hypnales).

## Поширення
Ареал охоплює такі частини світу: Європа, Макаронезія, Північна Америка, Азія, Нова Зеландія.
Росте зазвичай біля узбережжя на піску, на відкритих або частково затінених ділянках, населяє ґрунт, скелі, трав'янисті ділянки за пляжем, солончаки, морський шельф, миси, відкриті зарості, ліси, трав’янисті зони, газони, пасовища, поля для гольфу; на висотах від 0 до 300 метрів.

## Характеристика

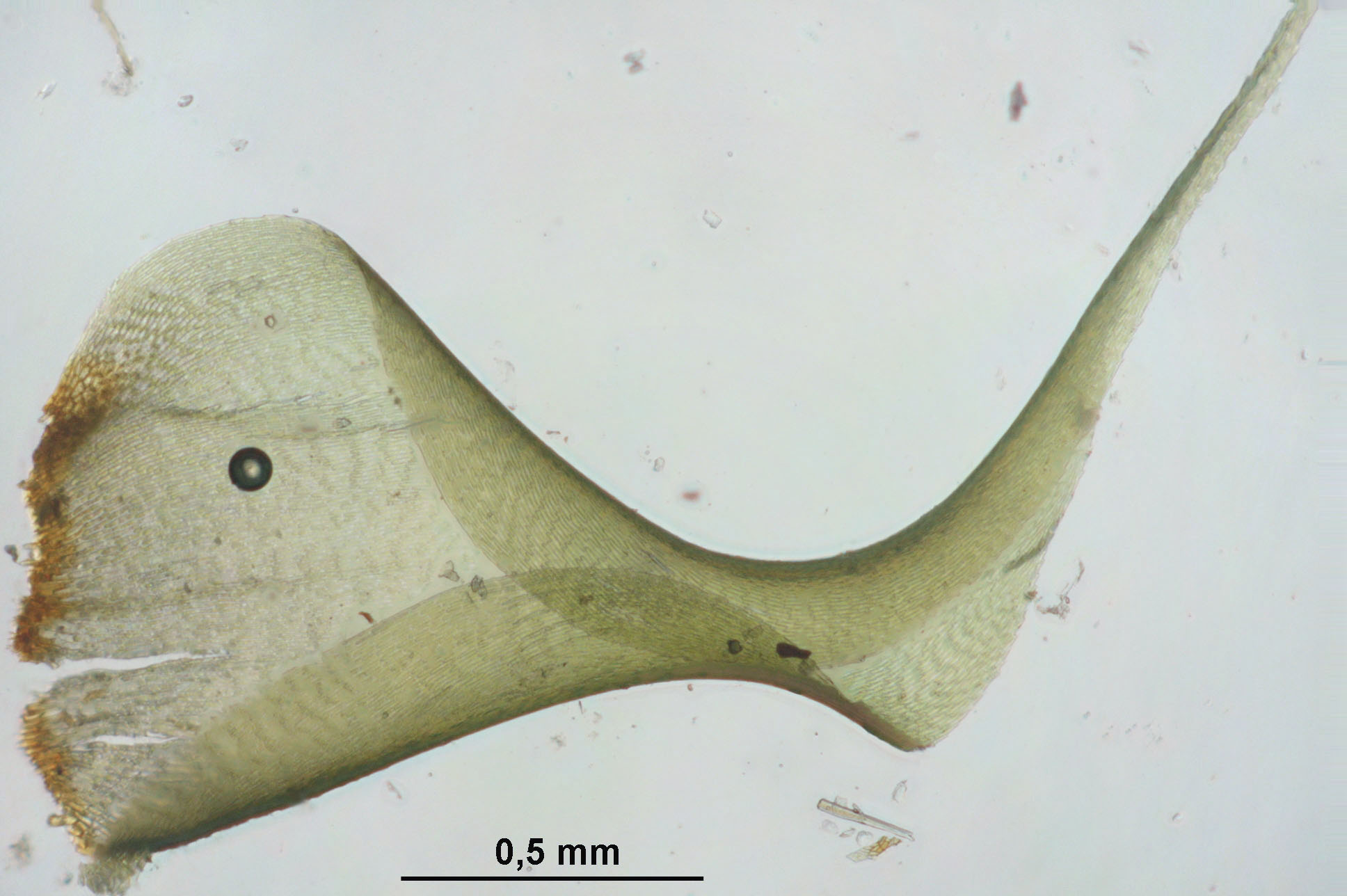

Рослини до 15 см, м'які. Стебла 2–4 мм ушир, від віддалено розгалужених до неправильно перистих. Стеблові листки сильно квадратно-відігнуті, скучені (стебло приховано листками), яйцеподібні, не складчасті, 2.4–4.2 × 1.1–1.9 мм; верхівка звужена, загострення довге, жолобчасте. Листки гілок від яйцеподібних до ланцетних, 1.2–2.3 × 0.4–0.9 мм. Коробочка яйцеподібна, 1.2–2.2 мм.